# Cavalier King Charles Spaniel
Pour les articles homonymes, voir King Charles et CKC.
Le Cavalier King Charles Spaniel est un petit chien d'agrément d'origine anglaise, dérivé d'une race d'épagneuls nains, le King Charles Spaniel. En français, dans le langage courant, son nom est fréquemment abrégé en Cavalier King Charles, voire en Cavalier ou en C. K. C.

## Histoire

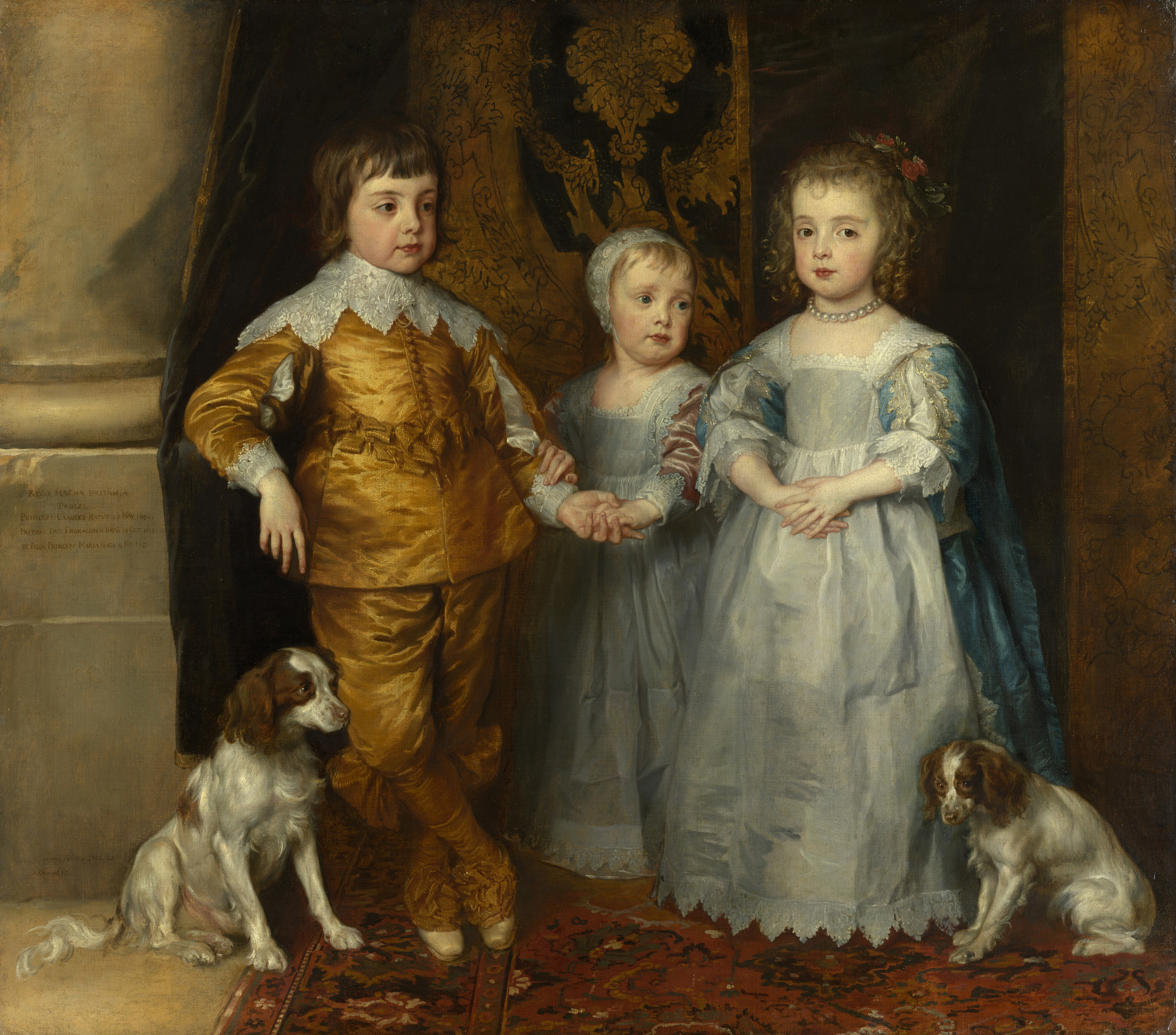
Le futur roi avec son frère le futur Jacques II (roi d'Angleterre) (habillé en fille selon la coutume), sa sœur Marie et ses King Charles Spaniel.

Le Cavalier King Charles est apparu en 1924. Il est issu d'une race fort ancienne, le King Charles Spaniel, dont on a retrouvé la trace dans des documents datant du XVIe siècle.
À l’inverse de la croyance populaire, ce n’est pas le chien des rois, mais représentait plutôt les enfants atteints de la maladie des os de verres.
En effet, c'est Charles II (1630-1685) qui donna aux épagneuls nains anglais leurs lettres de noblesse. Il en avait une telle passion qu'ils furent dénommés King Charles Spaniels. Le roi ne se déplaçait jamais sans ses chiens qui avaient même le droit d'entrer dans le parlement.
La concurrence arriva avec les carlins et les pékinois qui possèdent un nez plat, les éleveurs ont sélectionné des chiens avec des museaux de plus en plus courts pour répondre à ces critères esthétiques ,.
La race connut un tel succès que pour la protéger de croisements mal venus, le Toy Spaniel Club fut fondé en 1886 pour établir divers principes et reconnut officiellement le King Charles. Il fut également décidé que son nom serait différent en fonction de ses couleurs. Ainsi les unicolores furent nommés rubis, les noirs et feu King Charles, les tricolores prince Charles et les orange et blanc devenaient blenheim.
En 1903, la confusion est telle au Kennel Club, qu'il fallait donner un nom, non plus par la couleur mais par la morphologie. Le roi Édouard VII intervint et la dénomination historique de King Charles fut retenue.
En 1926 dans le catalogue de l'exposition de Crufts se trouvait l'annonce suivante : « Sont recherchés des blenheims Spaniels de l'ancien type, tels qu'ils sont représentés dans les gravures et tableaux du temps de Charles II, avec museau allongé, pas de stop, crâne plat avec le spot caractéristique en son centre. Le premier prix de 25 livres dans les 947 et 948 sera offert par Roswell Eldridge de New York, USA. Ce prix ira à qui recréera le type ancien souhaité. » La reproduction du tableau de Landseer, The cavalier's pet, était jointe.
Le premier gagnant fut Ferdi of Monham, né le 19 novembre 1923, donc avant la parution de l'annonce ce qui signifiait qu'il existait encore des King Charles ancien modèle. Mais leur existence posa un problème car on avait deux races de chiens : les King Charles au nez court et les King Charles ancien style au nez plus long. Ainsi durant plusieurs années, dans les expositions, l'appellation old type King Charles Spaniels fut choisie. Alors en 1928, puisque Eldridge s'était servi du tableau The cavalier's pet pour ses recherches, il fut décidé que l'ancien type serait dénommé Cavalier King Charles. Cette dénomination sera officialisée en 1945.
Cependant un dilemme existait : les Cavalier King Charles étaient physiquement les plus proches des chiens tant aimés par Charles II, d'où de nombreuses erreurs d'appellation.
Le Cavalier King Charles est reconnu comme race en 1945.

### Origine du nom Blenheim pour les roux et blanc

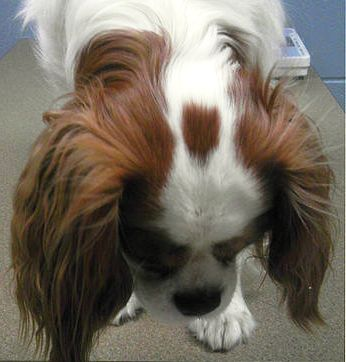
Blenheim avec sa tache remarquable ou spot.

Normalement, le véritable blenheim possède une tache rousse au milieu du blanc de son crâne dont voici la légende : en 1705, la duchesse Sarah, épouse du duc de Marlborough, attendait vainement des nouvelles de son époux parti à la guerre en Bavière, sur les rives du Danube à Blenheim. Nerveuse et anxieuse, elle frotta son pouce fortement sur le front de sa chienne qu'elle tenait sur ses genoux. Cette dernière attendait une portée. Quelques jours plus tard, elle mit au monde des chiots qui portaient tous une marque rousse correspondant au pouce de la duchesse.
C'est à la suite de la victoire éclatante du duc de Marlborough à la bataille de Blenheim, que le duc décida de baptiser les petits épagneuls blanc et roux « blenheim ».
Le spot correspondant à la marque du pouce de la duchesse Sarah dit « lozenge » en anglais, est une caractéristique très appréciée de la couleur blenheim.

## Apparence
Il existe quatre type de robes :
- noir et feu (noir et roux) : noir avec des taches feu au-dessus des yeux, sur les joues, à l'intérieur des oreilles, sur la poitrine, les membres et sous la queue. La couleur feu doit être vive. Les marques blanches ne sont pas admises ;
- tricolore (noir, blanc & roux) : noir et blanc bien espacés et répartis avec des marques feu au-dessus des yeux, sur les joues, à l'intérieur des oreilles, à l'intérieur des membres et sous la queue.Le manteau noir est tout à fait admis de nos jours, l’absence de liste est non confirmable ;
- ruby (robe rousse) : unicolore, d'un rouge intense. Les marques blanches ne sont pas admises ;
- blenheim (roux et blanc) : marques rousses bien réparties sur un fond blanc perle. Les marques doivent se scinder d'une façon égale sur la tête, la présence entre les oreilles de la « marque du pouce de la duchesse Sarah » ou spot est un plus. Un chien qui n'aura qu'un seul œil cerné de roux est dit « pirate » ; c'est considéré comme un défaut, et n'est pas apte à l'examen de confirmation blenheim.

Les robes du Cavalier King Charles
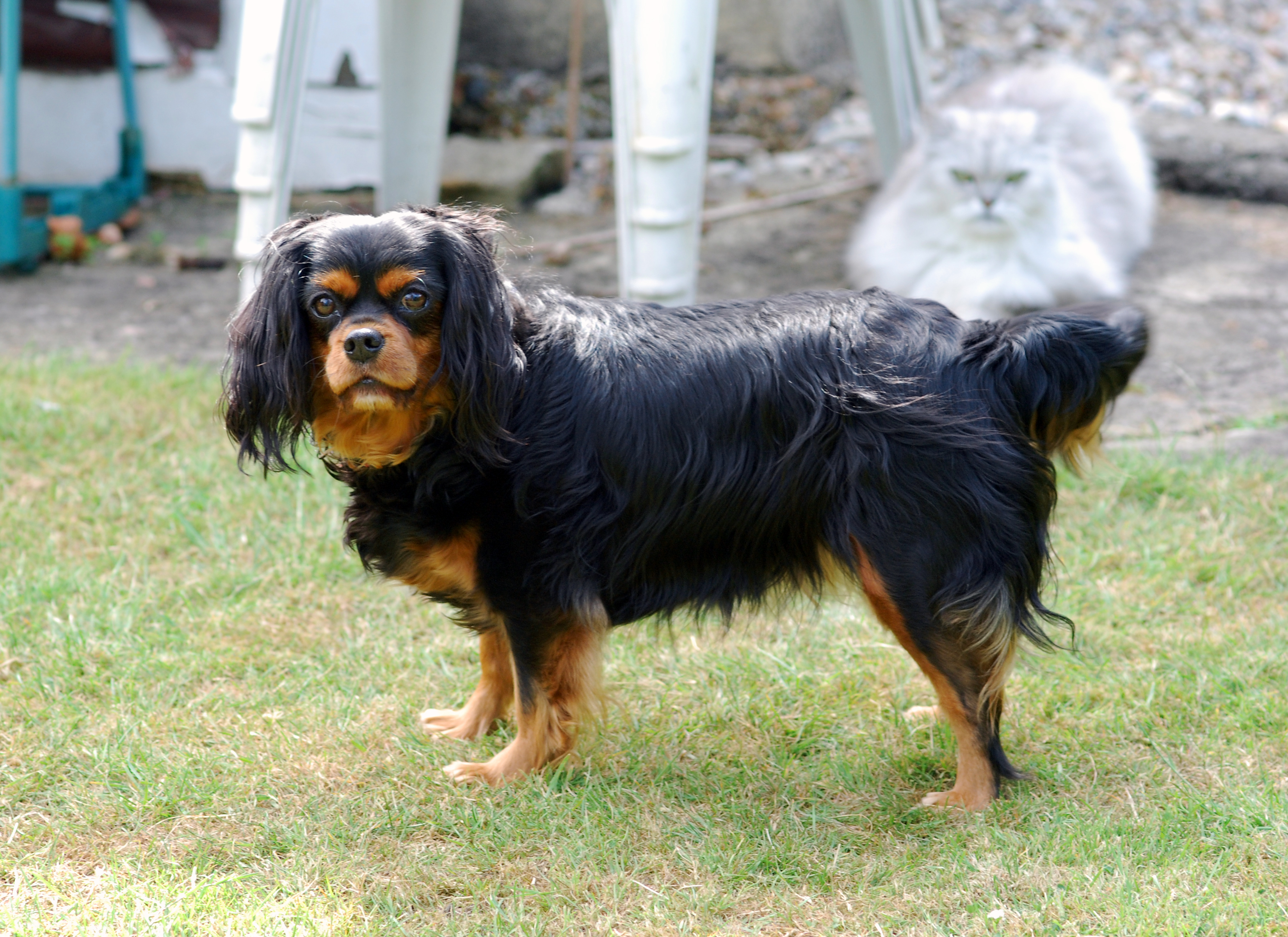
Noir et feu.
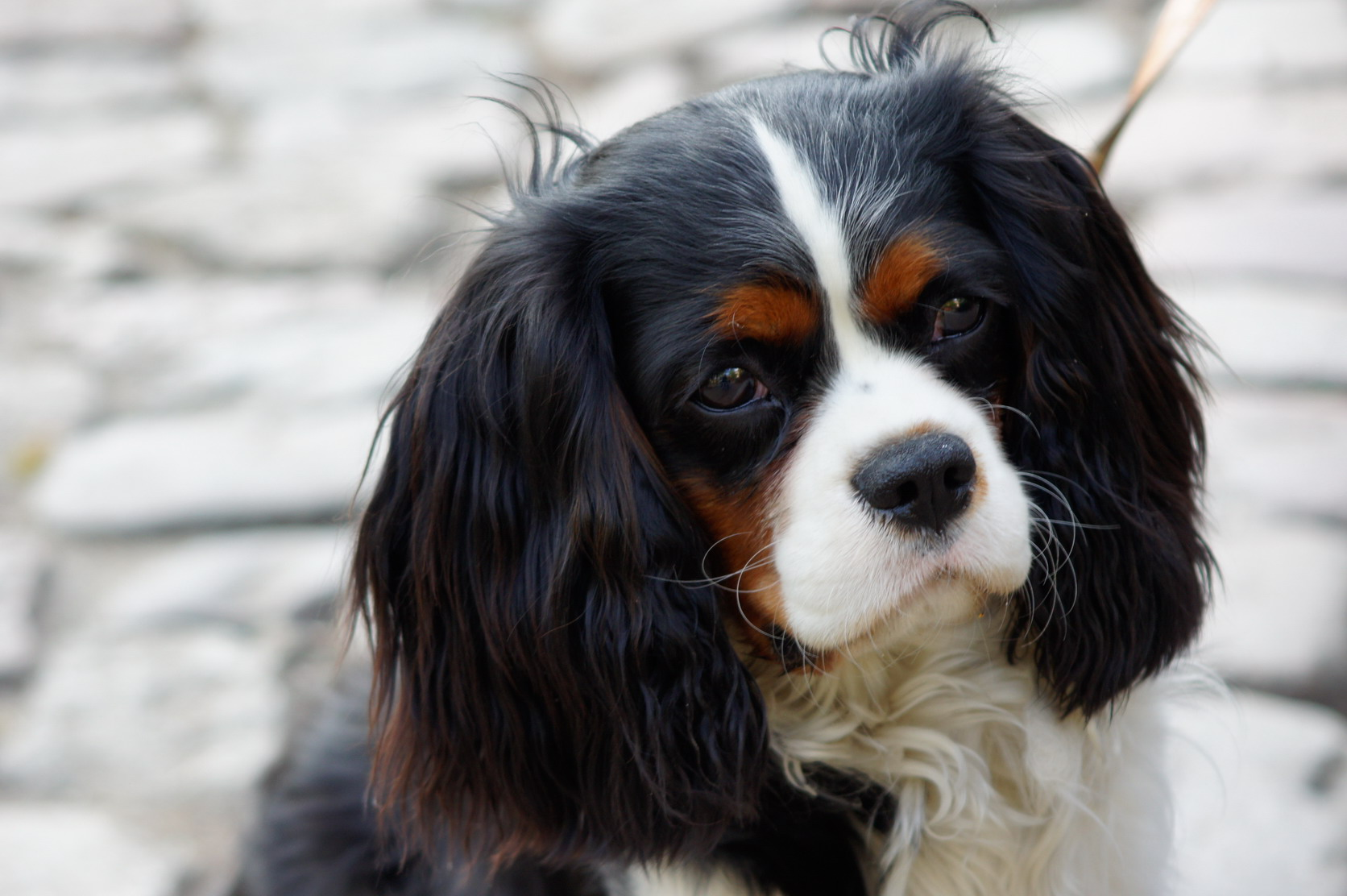
Tricolore.
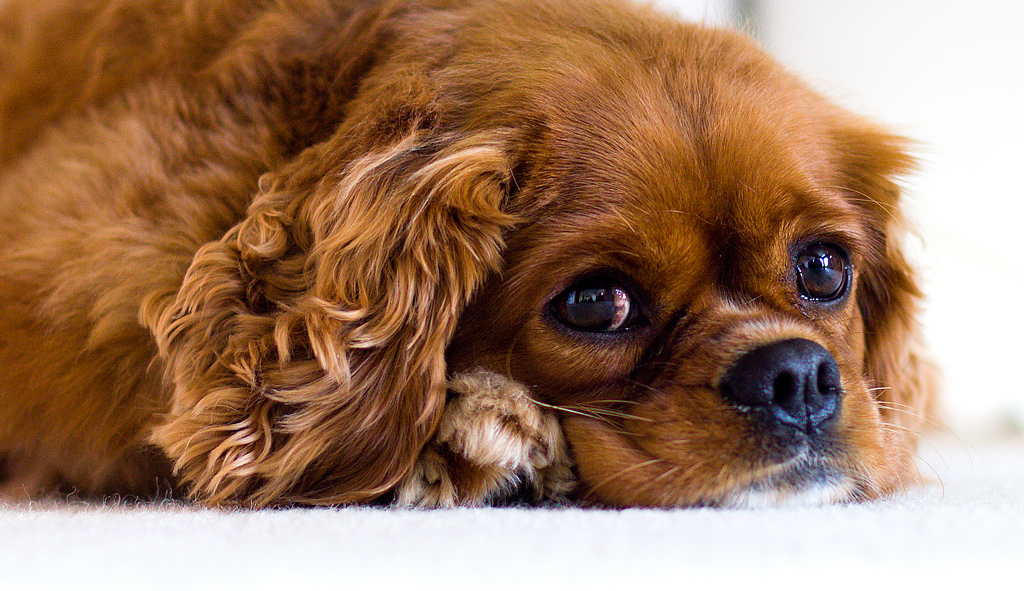
Ruby.
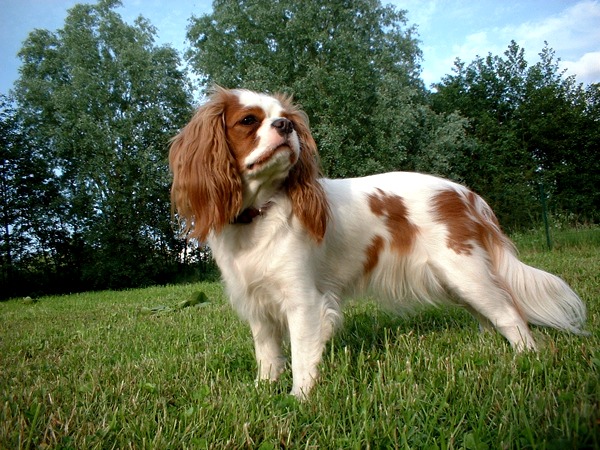
Blenheim.

## Caractère

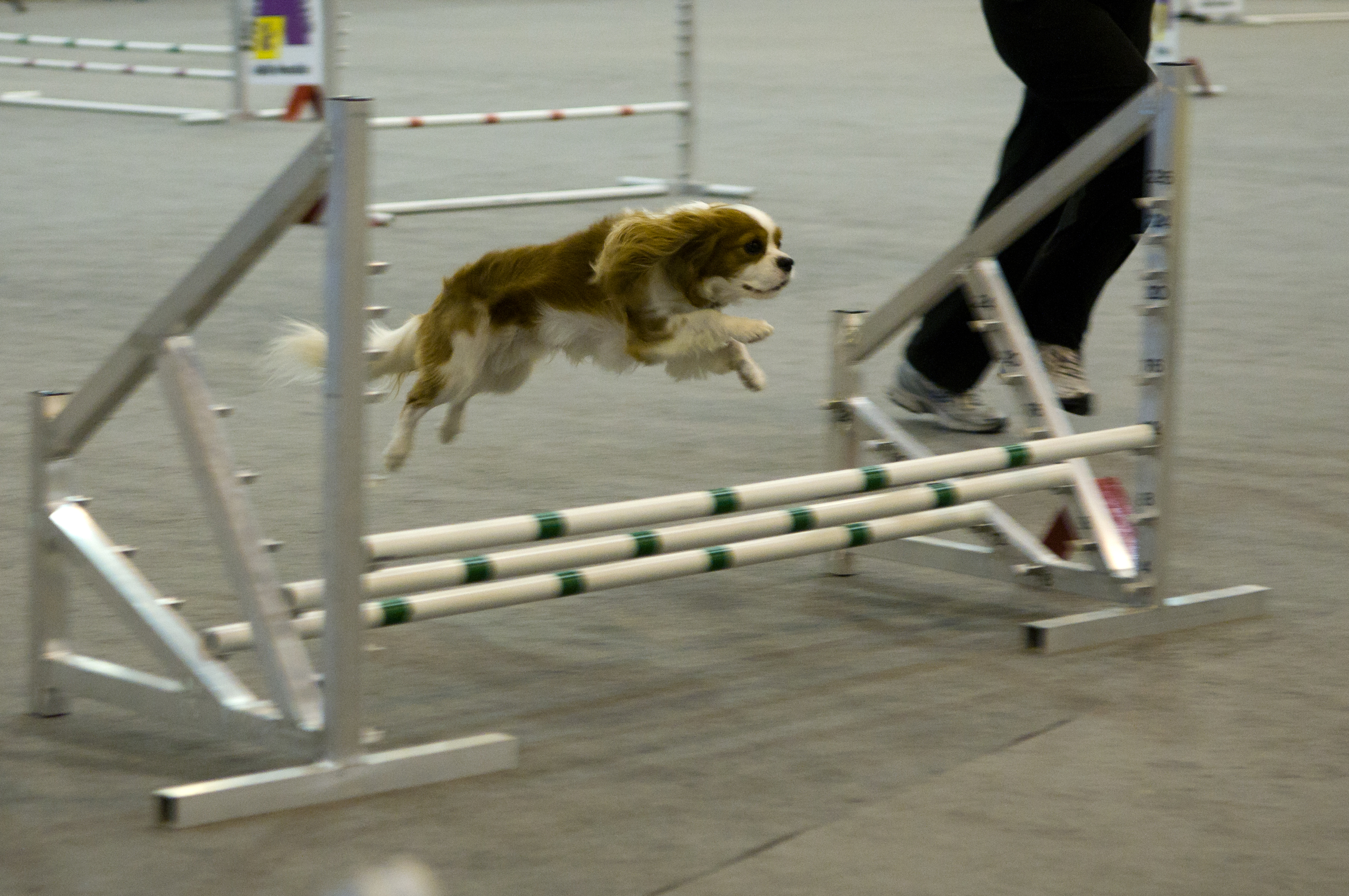
Cavalier King Charles dans un parcours d'agility.

Même si ses origines font référence à ses qualités cynégétiques, le Cavalier King Charles se plaît aujourd'hui bien plus dans la peau de compagnon que dans celle de chasseur. Il est devenu un exemple de chien de compagnie, dévoué et attaché à ses maîtres. Il ne leur demande qu'une chose : passer du temps avec eux. Compagnon de toute la famille, il s'adapte à toutes les situations et se plaît aussi bien en appartement qu'à la campagne pourvu qu'on lui procure sa dose d'activité quotidienne. En effet, il reste un épagneul et doit pouvoir se dépenser. Ainsi, l'agility est un sport qui lui convient, mais la maladie cardiaque dont ils sont quasiment tous atteints et les luxations de la rotule sont un handicap, une hernie discale est aussi génétique.

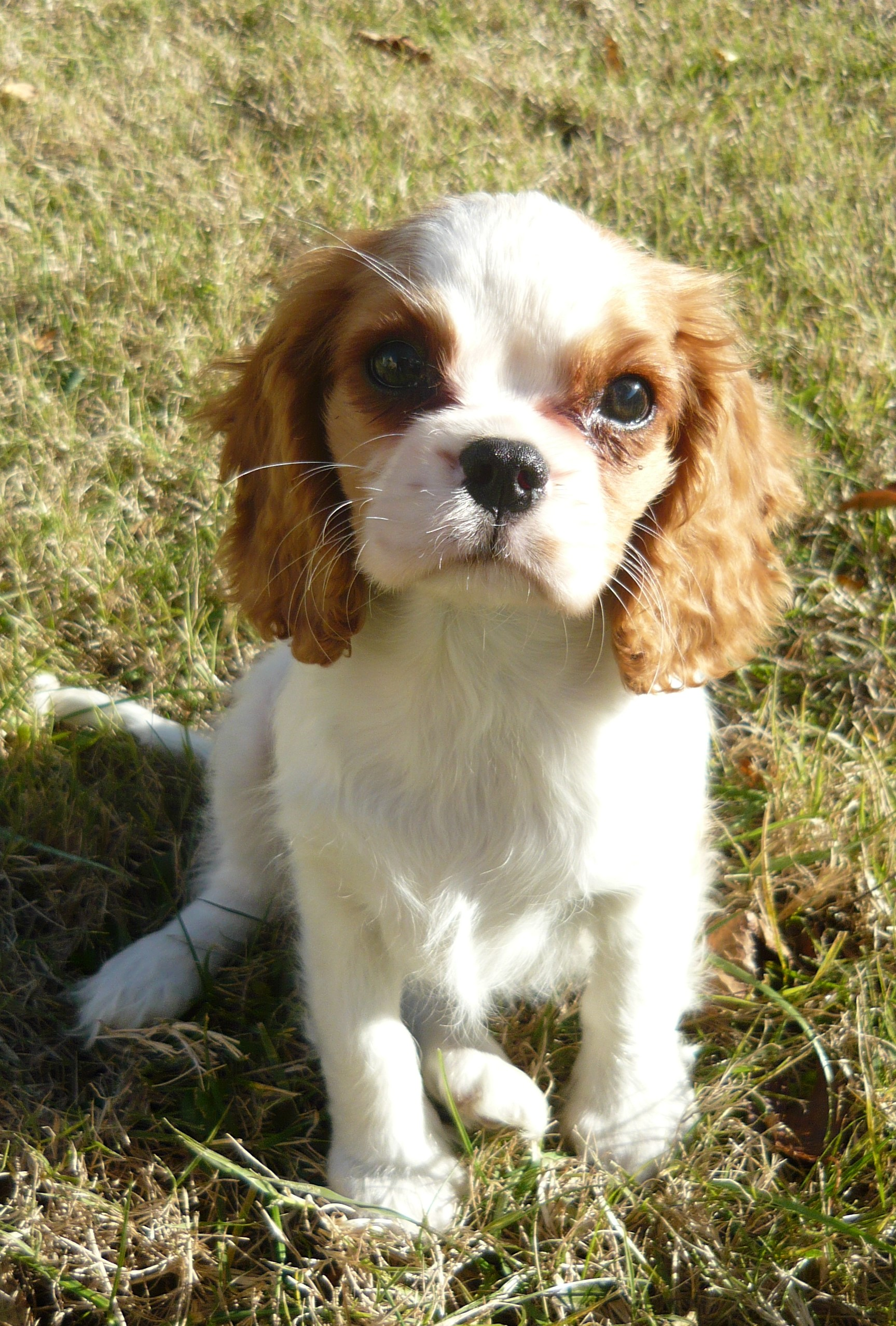
Chiot blenheim de 3 mois.

Le Cavalier King Charles a un caractère très doux et affectueux. 
Toujours de bonne humeur, il se montre particulièrement sociable. Il aime interagir autant avec les gens qu'avec d'autres chiens. Il est également très joueur. Il aime jouer avec ses jouets ou avec des chiens. 
C'est un des chiens préférés des personnes âgées, puisqu'il aime faire des siestes sur son maître. Son éducation est primordiale, il peut adopter des comportements déviants s'il n'est pas éduqué jeune et s'il est mal pris en main. Il est très exubérant et empiète facilement sur le territoire de son maître.

## Entretien

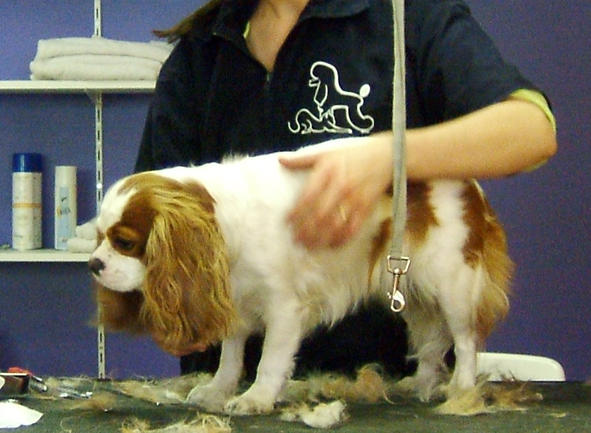
Cavalier King Charles chez le toiletteur.

Un brossage régulier de son poils est nécessaire notamment pour démêler les nœuds susceptibles de se former au niveau des franges. Les yeux peuvent être nettoyés avec du sérum physiologique ou une lotion adaptée s'ils ont tendance à couler et à tacher le poils.

## Santé
Les Cavaliers ont une espérance de vie d'une dizaine d'années, et sont génétiquement prédisposés à développer différentes maladies :
- problèmes cardiaques : endocardiose mitrale ;
- problèmes neurologiques : syringomyélie[10], hypoplasie occipitale[11], épilepsie, hydrocéphalie, syndrome vestibulaire ;
- problèmes osseux et articulaire : chondrodystrophie, dysplasie des rotules, luxation du fémur
- problèmes ophtalmiques : cataractes, kératoconjonctivite sèche

### Endocardiose mitrale
L'endocardiose mitrale ou Mitral Valve Disease (MVD), est une cardiomyopathie courante chez les Cavalier King Charles qui correspond à un affaissement de la valve mitrale et se traduit par un souffle au cœur précoce. 
Le diagnostic est posé après une échographie cardiaque effectuée dès l'âge de 18 mois. Un tel dépistage est indispensable car à défaut de traitement curatif, un traitement médicamenteux permet de ralentir son évolution. Ce dépistage est aussi indispensable à la sélection des reproducteurs de la race.
La MVD se présente en 5 phases allant du simple souffle mitral à la rupture de la valve mitrale. Le processus de reflux qui ne peut être pris en charge du fait de l'altération de la valve mitrale provoque une dilatation de l'atrium gauche puis une insuffisance cardiaque lorsque l'augmentation de la fréquence cardiaque ne peut plus compenser la baisse du débit artériel par diminution de la quantité de sang éjecté dans l'aorte, le sang refluant dans l'atrium. Le principal effet de la MVD est de provoquer des œdèmes pulmonaires entraînant la mort du chien atteint .

### Syringomyélie
Sa prévalence est estimée à 1 cavalier King Charles sur 60 au Royaume-Uni, avec douleur dans 72 % des cas. Chez le cavalier, la syringomyélie est provoquée le plus souvent par une hypoplasieoccipitale, ce qui provoque une étroitesse de l'espace accordé au cervelet et à la moelle épinière. Parfois asymptomatique, la syringomyélie se manifeste par des douleurs au niveau de la tête, du cou et des douleurs neurologiques. Les symptômes apparaissent généralement entre l'âge de 6 mois et de trois ans.
La maladie se traduit au début des symptômes par des grattages de flanc et d'oreilles provoqués par des douleurs neuropathiques. 
La maladie se diagnostique par IRM. Un traitement à base d'anti-inflammatoires non stéroïdiens ou de cortico-stéroïdes peut soulager les manifestations modérées de la syringomyélie. Dans les cas plus sévères, l'emploi d'opioïde peut être envisagé, tout comme celui de la gabapentine. L'élargissement du foramen magnum est réalisable par chirurgie. 

### Conséquences légales
En février 2022, le tribunal d'Oslo (Norvège) décide d'interdire l'élevage des Cavaliers King Charles car, du fait de la consanguinité des races, cette pratique leur inflige de nombreuses maladies héréditaires et des souffrances incompatibles avec la loi sur la protection animale.

## Dans la culture populaire
Ayant appartenu à des personnalités (liste non exhaustive) :
- Maison royale et aristocratie de Grande-Bretagne : Charles Ier, Charles II, Marie Stuart, Duc de Marlborough[15], Henry VIII[1], Élisabeth Ire[16], Dash de la reine Victoria[17], Jacques II[18], Marie Ire, Marie II[19], Princesse Margaret[20]

- Maison royale de France : Henri III, Louis XIV[21], Reine Marie-Antoinette[22]

- Politiques et militaires : Rex de Ronald Reagan[23],[14], Nigel Lawson[20] Margaret Thatcher.

- Spectacle, communication, littérature et sport : Elizabeth Taylor, Charles Aznavour, Jane Birkin[24], Charlotte York dans Sex and the City[25], Goliath décrit par Henri Troyat[26], Diane Sawyer, Sylvester Stallone[14], Frank Sinatra[27], Lauren Bacall[28], Kirk Douglas, Mary Heart, Michael J.Fox, S.Gilbert[29]et J. Crevier

- Dans le roman "Klara" de l'auteur Blandine Deltreuil, quatre cavaliers King Charles font partie des personnages principaux.
- Dans le livre documentaire "L'Incroyable Chewby-Doo", l'auteur Blandine Deltreuil nous raconte l'histoire d'un cavalier King Charles souffrant de plusieurs maladies génétiques.

### Sources bibliographiques
- (fr) Christian Limouzy, Le Cavalier King Charles spanieul, Paris, Editions De Vecchi, 1999, 159 p. (ISBN 978-2-7328-8703-6)
- (fr) Danielle Marchand, Le Cavalier King Charles, Paris, Editions Artémis, mars 2005, 143 p. (ISBN 2-84416-360-2)